# Johnny Hoogerland
Johnny Hoogerland (Yerseke, Reimerswaal, Zelanda, 13 de maig de 1983) és un ciclista neerlandès, professional del 2003 al 2016.
En el seu palmarès destaca la victòria als Tres dies de Flandes Occidental de 2009 i les classificacions de la muntanya i de les metes volants de la Volta a Polònia de 2010.
En el transcurs de la 9a etapa del Tour de França de 2011 fou atropellat per un cotxe de France Télévisions, junt amb el català Joan Antoni Flecha, quan ambdós marxaven escapats amb tres ciclistes més. Hoogerland anà a parar a sobre d'un tancat amb filat que li provocaren ferides que requeriren 33 punts de sutura en acabar l'etapa. Aquell mateix dia pujà al podi per recollir el mallot de la muntanya tot massegat i dolorit.

## Palmarès
- 2001
  - 1r al Tour de Flandes Junior
- 2004
  - Vencedor d'una etapa de la Ruban Granitier Breton
- 2007
  - Vencedor d'una etapa de la Volta a Eslovàquia
- 2008
  - 1r a la Volta a Limburg
  - 1r a la Ronde van Midden-Brabant
  - Vencedor d'una etapa del Clasico Ciclistico Banfoandes
- 2009
  - 1r als Tres dies de Flandes Occidental i vencedor d'una etapa
- 2010
  - Vencedor de la classificació de la muntanya  i de les metes volants  de la Volta a Polònia
- 2011
  - 1r a l'Acht van Chaam
- 2013
  -  Campió dels Països Baixos en ruta

### Resultats a la Volta a Espanya
- 2009. 12è de la classificació general
- 2013. Abandona (19a etapa)

### Resultats al Giro d'Itàlia
- 2011. 58è de la classificació general
- 2014. 105è de la classificació general

### Resultats al Tour de França
- 2011. 74è de la classificació general
- 2012. 57è de la classificació general
- 2013. 101è de la classificació general